# Justin(e)
 (octobre 2022).
 (avril 2023).
Justin(e) (parfois orthographié Justine) est un groupe de punk rock français, originaire de la commune de Treillières, située à proximité de Nantes, en Loire-Atlantique, actif depuis 2002.

## Biographie
Formé en 2002 à Treillières, en Loire-Atlantique, Justin(e) est dans un premier temps composé de cinq membres. Le groupe n’a alors pas vocation à dépasser un cadre confidentiel. Il se produit au niveau local et réalise deux démos et un enregistrement live. La rencontre avec le groupe Guerilla Poubelle en 2005 est décisive, puisqu’avec son soutien, Justin(e) sort l’année suivante son premier album, Du Pareil au Même, sur le label Crash Disques.
Dès le second album (Accident n°7, paru en 2008 toujours chez Crash Disques) le quintet originel devient quatuor. À la suite de la parution d'Accident n°7, François-Xavier Josset devient batteur du groupe. La formation reste stable par la suite. À partir du troisième album, Treillières Über Alles (2011), le groupe n'est plus distribué que par des labels associatifs, tels que Guerilla Asso.
Parmi ses membres, seul Fabien Lefloch (bassiste) a fait de la musique son activité, étant aussi investi dans le groupe de heavy metal parodique Ultra Vomit. De son côté, François-Xavier Josset (batteur) participe également à la formation Poesie Zero en tant que chanteur.
Parmi ses concerts, le groupe apparaît lors d’événements de  grande ampleur, parmi lesquels le Hellfest (2013) et la Fête de l’Humanité (2018).

## Esthétique
Le nom du groupe est une référence à l’œuvre du marquis de Sade, Justine ou les Malheurs de la vertu.
L’écrivain François Bégaudeau, ex-chanteur de Zabriskie Point, met en valeur l’influence décisive des formations d’outre-atlantique sur le son du groupe dans un texte qu’il lui consacre. 
Leur quatrième d+/m- sort en 2014.
Justin(e) développe une certaine spécificité dans le paysage de la musique punk rock en évoquant régulièrement le football, sport qu'ont pratiqué ou que pratiquent encore les membres du groupe, notamment au sein du club de Treillières. Ainsi, la reprise de l'Hymne de la Beaujoire (Raretés, reprises et autres éjignâts), chant des supporters nantais, devient l'occasion de mentionner le projet d'aéroport de Notre-Dame-des-Landes, tandis que le morceau Viva World Cup (d+/m-) met en scène la coupe des États non reconnus par l’ONU, la VIVA World Cup.

## Membres
Membres actuels
- Alexandre Vaillant (Alex) – chant
- Olivier Jouneau (Olive) – guitare, chant
- Fabien Lefloch (Fab) – basse, chant
- François-Xavier Josset (Fikce) – batterie

Anciens membres
- Jack – basse (2002-2006)
- Jérémy – batterie (2002-2008)

## Discographie
Albums studio
Compilations